# X-Ray Dog
X-Ray Dog [eksˈreɪ ˈdɒɡ] ist ein US-amerikanisches Musikstudio in Burbank (Kalifornien), das Musik für Filmtrailer produziert. Der Schwerpunkt liegt dabei auf bombastisch-theatralischer Orchestermusik, oft mit großem Chor, die hauptsächlich in den Genres der Action-, Abenteuer-, Fantasy- und Science-Fiction-Filme Verwendung findet. Alle Werke sind generell nicht im freien Handel erhältlich, sondern als sogenannte Library-Musik der Filmwirtschaft, Rundfunkveranstaltern und Web-Content-Produzenten vorbehalten. Bislang sind 115 Alben erschienen (Stand Oktober 2022).
Die Produktionsmusiken von X-Ray Dog werden seit 2016 im Musikkatalog der BMG Production Music Inc vertrieben, einem Tochterunternehmen von Bertelsmann.

## Komponisten
Neben den regulären Komponisten beschäftigte X-Ray Dog in der Vergangenheit zeitweise zahlreiche weitere Komponisten, wie Paul Gordon, Tim Davies, Randy Shams, Alistair Cooper, David Jones, David Levison, Rashid Lanie, Yvette Celi, Jason Moss, Terry Manning, Jim Suhler, Tal Bergman, Larry Seymour, Amotz Plessner, Fran Dyer, Dweezil Zappa, Dori Amarilo, Jeff Kollman, Bernhard Locker, Kevin Chown, Jaco Caraco, Marko Cirkovic, Magid Joe Mina, Ricardo Belled, Michael Sandgren, Tim Isle, Rich Florio, Michael Phillip, Chris Smith, Gio Moscardino, Vincent DiNinno oder Barry Coffing.

## Diskografie
| Produktionsnummer | Albentitel                       | Genre                                               | Titelnamen | Jahr      |
| ----------------- | -------------------------------- | --------------------------------------------------- | --- | --------- |
| XRCD 01           | New Music                        | Orchestral – Action Drama                           | 35 Titel, u. a. Cyberworld, Indigo, Fata Morgana, Heartbeat Of Man, Freeflight                                                                  | 2002      |
| XRCD 02           | Bonz Unleashed                   | Orchestral/Rock                                     | 48 Titel | 2002      |
| XRCD 03           | Prime Cuts                       | Orchestral – Action Drama/Techno                    | 50 Titel | 2002      |
| XRCD 04           | Sit Up And Listen                | Orchestral – Heroic Triumphany Romantic             | 24 Titel, u. a. Gothic Power – MIX 1, Countdown                                                                                                 | 2002      |
| XRCD 05           | Fresh Meat                       | Orchestral – Action Drama/Rock/Techno               | 42 Titel, u. a. Dark River | 2002      |
| XRCD 06           | New tricks                       | Orchestral – Comedy/Rock/Jazz                       | 64 Titel | 2002      |
| XRCD 07           | Mad Dog                          | Orchestral – Drama Alternative Gothic               | 56 Titel, u. a. Voices Of War, Power Of Darkness, Voices Of Glory, Call To Battle, The Arrival                                                  | 2002      |
| XRCD 08           | A Breed Apart                    | Orchestral – Heroic Triumphany Action               | 50 Titel, u. a. Hero’s Return, The Journey, The Exalted One, Apocalypse                                                                         | 2002      |
| XRCD 09 & XRCD 10 | Double Live, Doggie Style (2 CD) | Orchestral – Drama Alternative Gothic – Comedy/Rock | 89 Titel, u. a. (CD 1: 44, CD2 : 45) dont Farewell to the King, Time Will Tell, Mission of Discovery, Elimination Game MIX 1, Shadow of Tyranny | 2002      |
| XRCD 11           | Dog Party                        | Orchestral/Rock Comedy                              | 51 Titel | 2003      |
| XRCD 12           | Canis Rex I                      | Orchestral – Heroic Triumphany Romantic             | 40 Titel, u. a. Victoria, Across The World, The Prophet, Ascension, Burning Woman, Enter the Arena                                              | 2004      |
| XRCD 13           | Canis Rex II                     | Orchestral – Dark Action                            | 43 Titel, u. a. Here Comes the King, Live Or Die, Apassionata                                                                                   | 2004      |
| XRCD 14 & XRCD 15 | Dog Eat Dog (2 CD)               | Orchestral – Dark Action                            | 91 Titel, u. a. (CD 1: 55, CD2 : 36), u. a. Dethroned, Marche de Santans, Mystic Knights, Indigo, Dead Men                                      | 2004      |
| XRCD 16           | Hellhounds                       | Rock                                                | 54 Titel | 2005      |
| XRCD 17           | Bites Barks Growls               | 3D Trailers Drums FX/Sound Design                   | 85 Titel, u. a. Giant Slayer | 2005      |
| XRCD 18           | B.B.G. Elements                  | 3D Trailers Drums FX/Sound Design                   | 94 Titel | 2005      |
| XRCD 19           | Dog Gone Wild                    | Alternative Rock                                    | 45 Titel | 2005      |
| XRCD 20           | X-Ray Spex                       | Rock – Comedy                                       | 58 Titel | 2005      |
| XRCD 21           | Best in Show                     | Drama Adventure Comedy                              | 50 Titel | 2005      |
| XRCD 22           | Mightydog                        | Action                                              | 58 Titel | 2006      |
| XRCD 23 & XRCD 24 | K-9 Empire (2 CD)                | Drama                                               | 83 Titel (CD 1: 47, CD2 : 36), u. a. Darkness And Light, Leviathan, Return Of The King                                                          | 1996–2007 |
| XRCD 25 & XRCD 26 | Cerberus (2 CD)                  | Action                                              | 103 Titel (CD 1: 58, CD2 : 45) | 1996–2007 |
| XRCD 27 & XRCD 28 | Boneyard (2 CD)                  | Drama                                               | 117 Titel (CD 1: 48, CD2 : 59) | 1996–2007 |
| XRCD 29           | Dog Rock                         | Rock – Anthems Traditional Action                   | 36 Titel | 1996–2007 |
| XRCD 30           | Alpha Dog                        | Rock – Fast Dark Industrial                         | 43 Titel | 1996–2007 |
| XRCD 31           | Mechanimal                       | Techno – Remix Spy R&B                              | 41 Titel | 1996–2007 |
| XRCD 32 & XRCD 33 | Dogs of War (2 CD)               | Rock – Drama Alternative Gothic                     | 60 Titel (CD 1: 39, CD2 : 21) | 1996–2007 |
| XRCD 34           | Top Dog                          | Orchestral – Heroic Triumphany Comedy               | 71 Titel, u. a. City Of Gold, Darkest Light | 2008      |
| XRCD 35           | Argos                            | Orchestral – Heroic Action Adventure Drama          | 47 Titel, u. a. Darkest Empire | 2008      |
| XRCD 36           | Anubis                           | Orchestral – Drama                                  | 43 Titel | 2008      |
| XRCD 37           | Canis Maximus                    | Orchestral – Heroic Action                          | 51 Titel | 2008      |
| XRCD 38           | Feed the Beast                   | Orchestral – Dark Action                            | 57 Titel | 2008      |
| XRCD 39           | Night Hounds                     | Orchestral – Modern Drama                           | 43 Titel | 2008      |
| XRCD 40           | Woofer                           | Rock – Comedy Pop                                   | 55 Titel | 2008      |
| XRCD 41           | Rip Chew Gnaw                    | Orchestral – Horror Suspense Atmospheric            | 93 Titel | 2008      |
| XRCD 42           | Internal Organs                  | Orchestral – Scary Sound Design Elements            | 99 Titel | 2008      |
| XRCD 43           | Seeing Eye                       | Lite Drama Dramedy                                  | 48 Titel | 2008      |
| XRCD 44 – XRCD 47 | Bite Size (4 Disc Set)           | Advertising                                         | 387 Titel (CD 1: 97, CD 2: 98, CD 3: 93, CD4: 99)                                                                                               | 2008      |
| XRCD 48           | Bare Bones                       | Action Suspense Thriller                            | 50 Titel | 2010      |
| XRCD 49           | Scent of Evil                    | Horror Sci-Fi Underscore                            | 60 Titel | 2010      |
| XRCD 50           | Pet Shop                         | Pop Comedy Advertising                              | 79 Titel | 2010      |
| XRCD 51           | Muttsketeer                      | Family Action Adventure                             | 56 Titel | 2010      |
| XRCD 52           | X-Pack                           | Action Adventure                                    | 46 Titel | 2010      |
| XRCD 53           | Funny Bones                      | Comedy Rock Electronic                              | 46 Titel | 2011      |
| XRCD 54           | Big Licks                        | Action Rock Electronic                              | 41 Titel | 2011      |
| XRCD 55           | Canis Optimus                    | Orchestral Choir                                    | 35 Titel | 2011      |
| XRCD 56           | Canis Destructus                 | Electronic Orchestral Choir                         | 35 Titel | 2011      |
| XRCD 57           | Beast Break                      | Modern Heroic Drama Action                          | 61 Titel | 2012      |
| XRCD 58           | Hot Pursuit                      | Fun Indie Pop RomCom                                | 58 Titel | 2012      |
| XRCD 59           | Dog Beds Vol.1 – Top Chops       | Comedy Dramedy RomCom Underscore                    | 72 Titel | 2012      |
| XRCD 60           | Dog Beds Vol.2 – Dogma           | Drama Suspense Mystery Heroic Underscore            | 203 Titel (CD 1: 24, CD 2: 62, CD 3: 117) | 2012      |
| XRCD 61           | Battle Bred                      | Electronic Orchestral Rock Hybrid                   | 35 Titel | 2013      |
| XRCD 62           | Mans Best Friend                 | Family Adventure And Comedy                         | 48 Titel |           |
| XRCD 63           | Every Dog Has Its Day            | Uplifting Pop Anthem                                | 72 Titel (CD 1: 37, CD 2: 35) |           |
| XRCD 64           | Bury The Bone                    | Roots Blues Rock Americana                          | 85 Titel (CD 1: 36, CD 2: 49) |           |
| XRCD 65           | Stray                            | Modern Vintage Pop Rock                             | 65 Titel (CD 1: 37, CD 2: 28) |           |

Darüber hinaus existieren zwei weitere Alben mit dem Namen Dog in Heaven I & II, die eine inoffizielle Best-Of darstellen und nicht direkt von X-Ray Dog stammen.

## Trailermusiken (Auszug)
- 10.000 B.C.: Ain’t Dead Yet
- Abbitte: The Vision, Breathing Space
- Alexander: Clash of Arms
- Alfie
- Alarm für Cobra 11 – Die Autobahnpolizei: Darkness and Light (No Vox)
- Alice im Wunderland (2010): Cirque de Loco
- Antarctica – Gefangen im Eis: Party At My House
- Apollo 13: Countdown
- Astronaut Farmer: Let The Game Begin
- Astronaut Farmer (TV-Trailer): Take The Field
- Aviator
- Babel: Impending Doom
- Bärenbrüder 2: Party At My House
- Bierfest: Beer Slide
- Blood Diamond: Kaara (Drums)
- Braveheart: Gothic Power
- Brücke nach Terabithia: Kaara (No Vox)
- Brücke nach Terabithia (TV-Trailer): Dark Empire
- Call of Duty 3 (Computerspiel): Battle Cry
- Clerks 2: Rock City
- Coco, der neugierige Affe: Pixie Dust
- Collateral
- Das Kabinett des Doktor Parnassus: The Odyssey
- Das Schweigen der Lämmer: Ravenous
- Das Waisenhaus: Clairvoyance
- Der goldene Kompass
- Der Herr der Ringe: Die Gefährten: Gothic Monsters
- Der Herr der Ringe: Die zwei Türme
- Der Herr der Ringe: Die Rückkehr des Königs
- Der Tag, an dem die Erde stillstand: Timeline
- Die Chroniken von Narnia: Der König von Narnia: Here Comes The King
- Doctor Who: Darkness and Light (No Vox) Lacrimosa (Choir)
- Die Chroniken von Narnia: Prinz Kaspian von Narnia
- Die Rotkäppchen-Verschwörung: Spell On Me
- Die Schwester der Königin: Here Comes The King
- Eine unbequeme Wahrheit: Tunnel of Darkness (No Choir)
- Elektra (Filmmusik): Snake Eyes, Under the Stairs, Shadowman, Internal Combustion, Explosive Situation, Valor Quest, Dead Men
- Elektra (Kino-Trailer): Crazy Guitar, Ancient Curse, Ancien Warrior, Clash Of Arms, Surprise Attack
- Elektra (TV-Trailer): Shadowman
- Equilibrium
- Fantastic Four: Dethroned
- Fearless: Big Foot Drums
- Flags of Our Fathers: Human Triumph
- Flicka – Freiheit. Freundschaft. Abenteuer: Standing Victorious, Human Triumph, Best Picture
- Fluch der Karibik
- Pirates of the Caribbean – Fluch der Karibik 2: Voices Of War, Marche de Santani
- Fluch der Karibik 2 (TV-Trailer): Kiss My Drum
- Pirates of the Caribbean – Am Ende der Welt: Return of the King, Dark Empire Remix, Skeletons Rising
- Forrest Gump: Warpath
- Gangs of New York
- Garfield 2
- Gran Torino: Through The Fire
- Hancock: Dark Empire Remix
- Harry Potter und der Stein der Weisen
- Harry Potter und die Kammer des Schreckens
- Harry Potter und der Gefangene von Askaban: The Revelation
- Harry Potter und der Feuerkelch: Overwhelming Force
- Harry Potter und der Orden des Phönix: Titans (No Vox)
- Harry Potter und der Halbblutprinz (Teaser-Trailer): City of Gold
- Hellboy
- Hoot
- Hulk: Apocalypse
- I, Robot
- Indiana Jones und das Königreich des Kristallschädels: Alpha Commander
- Into the Wild: Acts of courage
- Iron Man: Rankle
- Karate Kid: Hope always
- Kill Bill – Volume 1
- Kill Bill – Volume 2
- King Kong: Dethroned (No Choir)
- Königreich der Himmel
- Krieg der Welten: Gothic Power Mix 2
- Kurzer Prozess – Righteous Kill: Jacked Up
- Lemony Snicket – Rätselhafte Ereignisse
- Lost: Fata Morgana
- Match Point: Tunnel of Darkness (No Choir)
- Mein Freund, der Wasserdrache: Cirque de Loco
- Million Dollar Baby
- Next: Dark Empire
- Pans Labyrinth: The Revelation
- Perfect Dark Zero (Computerspiel)
- Prison Break (Filmmusik): Here Comes The King
- Riddick: Chroniken eines Kriegers
- Schindlers Liste: Gothic Power
- Scoop – Der Knüller: Swing Swing Swing
- Sonic the Hedgehog: Darkness and Light (No Vox) Lacrimosa (Choir)
- Sieben Leben: Darkness and Light (No Vox)
- Signs – Zeichen
- Slither – Voll auf den Schleim gegangen
- Spider-Man 2 Lacrimosa (Choir)
- Spider-Man 3: Gothix (No Vox), Olympia
- Superman Returns
- Sonic the Hedgehog: Eye of the Storm
- Sonic the Hedgehog: Imperial Force
- Sweeney Todd: Return Of The King
- Terminator 3 – Rebellion der Maschinen
- Tintenherz: Ascend and Conquer
- Titanic: Return Home
- The Dark Knight: Army of Doom
- The Marine: Heavy Stuff (No Vox)
- The Secret
- The Day After Tomorrow: Shadow of Tyrrany
- Transformers: Timeline (No Vox)
- Troja
- Twilight – Bis(s) zum Morgengrauen: The Power Of One
- Unsere Erde – Der Film: The Prophet
- Van Helsing
- Walk the Line: Don’t Look Back
- World of Warcraft (Computerspiel)
- X-Men